# میدان آتشفشانی آتاکور
میدان آتشفشانی آتاکور (به عربی: حقل أتاکور البرکانی) یک رشته‌کوه و میدان آتشفشانی در الجزایر است. میدان آتشفشانی آتاکور ۲٬۹۱۸ متر بالاتر از سطح دریا واقع شده‌است.